# Der Esel mit den Reliquien

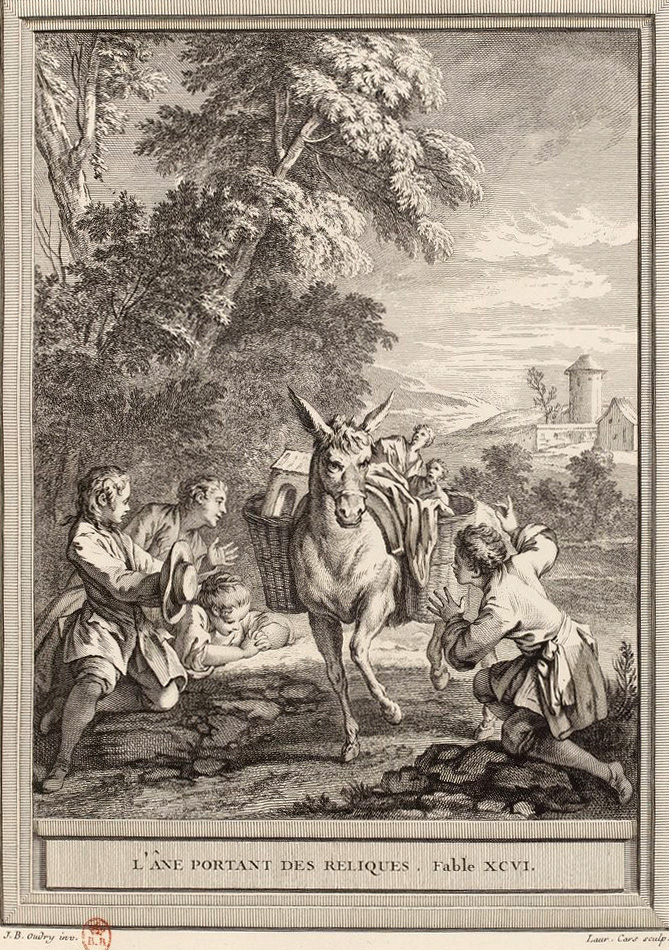
L’âne portant des reliques

Der Esel mit den Reliquien (französisch L’Âne portant des reliques) ist die 14. Fabel im fünften Buch der Fabelsammlung des französischen Dichters Jean de La Fontaine. Die Fabel erzählt von einem Esel, der Reliquien auf seinem Rücken trägt und dabei glaubt, dass er mit Weihrauch und Gesang begrüßt wird und die Menschen am Straßenrand ihn anbeten. Er beginnt dementsprechend freudig auf den Hinterbeinen zu tänzeln, doch dann wird er wegen seiner dummen Eitelkeit ausgescholten, da die Bewunderung allein den Reliquien auf seinem Rücken gilt.

## Moral
La Fontaine hat ein altes Thema aufgegriffen; so kam es beispielsweise davor schon bei Äsop in seiner Fabel "An Ass carrying the Image" (Der Esel, der das Bildnis trägt) vor, wo ein Esel vor Stolz sich weigert weiterzugehen, weil er glaubt selber bewundert zu werden. Sein Eseltreiber raunt im zu: "Oh, du perverser Dummkopf! Es ist noch nicht dazu gekommen, dass Menschen einen Esel anbeten."
Bei La Fontaine nimmt das anfänglich religiöse Thema durch die Moral eine weltliche Wendung: „Meister Baudet, lass’ diese verrückte Eitelkeit aus deinem Kopf. Du bist es nicht, es ist das Idol, dem diese Ehre zuteil wird und dessen Herrlichkeit sie gebührt. Bei einem ignoranten Magister ist es die Robe, die wir begrüßen.“